# Kraftwerk Umluspen
Das Kraftwerk Umluspen ist ein Wasserkraftwerk in der Gemeinde Storuman, Provinz Västerbottens län, Schweden, das am Ume älv liegt. Es ging 1957 in Betrieb. Das Kraftwerk ist im Besitz von Vattenfall und wird auch von Vattenfall betrieben. Es befindet sich am Rand des Ortes Storuman.

## Absperrbauwerk
Das Absperrbauwerk ist ein Staudamm mit einer Höhe von 15 m am Abfluss des Sees Storuman. Die Wehranlage mit den zwei Wehrfeldern befindet sich in der Mitte des Damms. Das Maschinenhaus des Kraftwerks liegt ca. 5 km östlich davon beim Ort Storuman.
Das Stauziel liegt zwischen 345 und 352 m über dem Meeresspiegel. Der Storuman erstreckt sich über eine Fläche von 171 km² und fasst 1,101 (bzw. 1,11) Mrd. m³ Wasser.

## Kraftwerk
Mit dem Bau des Kraftwerks wurde 1953 begonnen; es ging 1957 in Betrieb. Es verfügt mit zwei Kaplan-Turbinen über eine installierte Leistung von 89,8 (bzw. 95 100 104 oder 105,6) MW. Die durchschnittliche Jahreserzeugung liegt bei 375 (bzw. 401 oder 430) Mio. kWh.
Die beiden Turbinen wurde von Kværner geliefert. Sie leisten jeweils 52,8 MW; ihre Nenndrehzahl liegt bei 150 Umdrehungen pro Minute. Die Fallhöhe beträgt 30 (bzw. 34 oder 34,5) m. Der maximale Durchfluss liegt bei 300 (bzw. 330 oder 340) m³/s; der minimale Durchfluss beträgt 50 m³/s.
Im Jahr 2012 erhielt das Unternehmen Andritz den Auftrag, die Turbinen und Generatoren zu erneuern; die Jahreserzeugung soll dadurch um 8 Mio. kWh gesteigert werden. Die neuen Generatoren leisten 55 MVA; ihre Nennspannung beträgt 12,4 kV.